# コメート (駆逐艦)

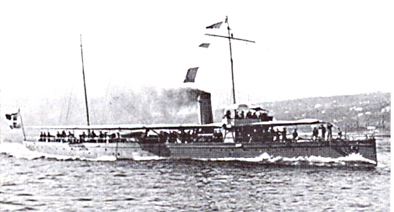
コメート

コメート (SMS Komet) はオーストリア＝ハンガリー帝国海軍の駆逐艦ないし水雷砲艦。
「メテオール」に続き、船体を約2メートル伸ばし、かぶる海水の量の減らすため前甲板を少し高くまた幅を広くした艦が2隻発注された。その一隻が「コメート」で、もう一隻は「ブリッツ」である。
長さ60.68メートル、幅7.42メートル、設計排水量360トン、満載排水量420トンであった。マストは「メテオール」が3本なのに対し、2本であった。機関は3段膨張蒸気機関1基で出力2900馬力。速度は21.73ノットを記録している。後にヤーロー式水管ボイラー2基が搭載され、煙突が1本から2本になっている。
兵装は44口径47mm砲2門、33口径47mm砲7門と魚雷発射管1門。1903年に「ブリッツ」同様甲板上に魚雷発射管が搭載されているが、1915年に艦首部のものと合わせて撤去され、新たに甲板上に45cm単装発射管2基が搭載されている。1818年には一番前の47mm砲2門が45口径7cm砲に換装され、最終的に47mm砲は6門となっている。
エルビングのシーシャウ社で建造。1888年4月21日起工。1888年8月18日進水。1888年11月6日竣工。
「コメート」は機関学校に配されたり、海軍兵学校の練習艦となったりした。1897年4月10日から10月16日までクレタ島のカンディアに配置されている。
1915年10月14日、「コメート」は水雷艇「25」を曳航中にDužac島で座礁。後に、水雷艇「14」曳航中に今度はロシニ島で座礁している。「コメート」は1818年9月28日にもクルク島で座礁し、 さらにMurter channelでも座礁している。
1917年5月19日、フランス潜水艦「Le Verrier」が「コメート」を攻撃したが失敗している。
戦後の1920年にイタリアに引き渡され、その後解体された。